# Муса (пророк)
Муса́ (араб. موسى), (біблійний Мойсей) — пророк (расул, улу-л-азм), надісланий до народу Ізраїлю. Йому було послане Писання (Таура, Кітаб, сухуф, фуркан). Він був сином Імрана і нащадком Якуба (Якова). Його братом був Харун (Аарон)

## Історія Муси вКорані
У Корані досить докладно розповідано про життя і діяльність Муси.
Коли єгипетський Фіраун (фараон) вирішив вбити юдейських хлопчиків, мати Муси за наказом Аллаха вкинула колиску з немовлям до річки, пославши дочку Маріам слідкувати за нею. Колиску знайшла дружина Фірауна і взяла його на виховання, а годувати віддала справжній матері. Одного разу молодий Муса втрутився у бійку між євреєм і єгиптянином, вбивши останнього, він змушений був втікати. У Мадйані Муса допоміг двом дівчатам напоїти коло криниці їхню худобу, познайомився з їхнім старим батьком і одружився з однією з них з умовою, що впродовж 8 чи 10 років працюватиме на її батька. Після закінчення обумовленого терміну Муса разом з сім'єю вирушив в дорогу. Дорогою він зустрівся з Аллахом, що з'явився до нього у палаючому кущі. Аллах оголосив Мусі, що посилає його своїм посланцем до Фірауна і його народу проповідувати єдинобожжя. Муса боявся повертатися до Єгипту через Фірауна, крім того, він не був красномовним. Тоді Аллах послав на допомогу Мусі його брата Харуна (бібл. Аарон). Як доказ його пророцької місії йому було даровано дев'ять знамень-чудес — його посох перетворився у живу змію, змінився колір шкіри його руки, яку він поклав за пазуху.

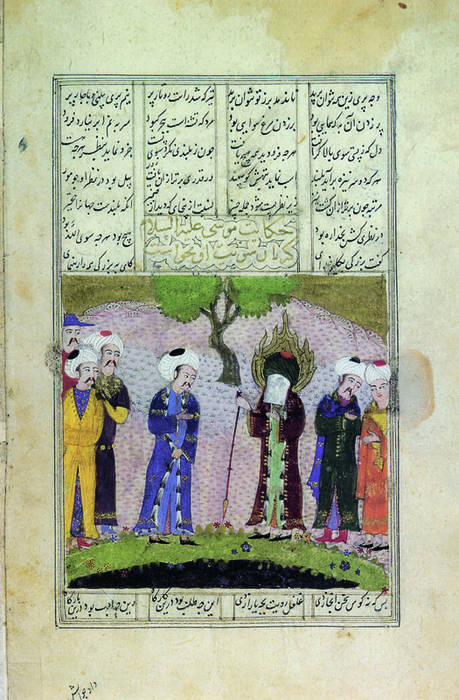
Муса і Мухаммед з ангелом Джабраїлом

Коли Муса з'явився до Фірауна, то став вимагати від нього увірувати в Аллаха і відпустити з Єгипту ізраїльтян. Муса продемонстрував чудеса з посохом і рукою. Фіраун і його оточення вирішили, що Муса з братом чаклуни, і викликали змагатися з ними найкращих єгипетських чаклунів. Останні зазнали поразки і увірували в Аллаха. Фіраун розгнівався, бо вважав себе богом. Він наказав своєму вельможі Хаману збудувати з глини високу вежу, щоб піднятися до неба і довести, що ніякого Аллаха там немає. Фіраун став жорстоко переслідувати віруючих і всіх одноплемінників Муси (з них лише частина прийняла Аллаха). Увірували також деякі єгиптяни і дружина Фірауна. За переслідування віруючих Аллах наслав на Єгипет різні нещастя — інші з дев'яти знамень-чудес; Фіраун обіцяв відпустити ізраїльтян та своєї обіцянки не дотримався.
Тоді Аллах наказав Мусі вночі вивести свій народ з Єгипту. Ударом посоха Муса розсунув морські води, і ізраїльтяни перейшли море. Коли з'явився Фіраун з військом, води зімкнулися. Порятувався лише Фіраун, який розкаявся і був викинутий хвилями на берег (згідно з іншим трактуванням, він не був прощений, а на берег було винесене лише мертве тіло).
Муса зі своїм народом прийшов до пустелі, де ударом посоха змусив бити 12 джерел і де Аллах на його прохання дарував людям манну і перепелів. Муса піднявся на гору, де йому знову з'явився Аллах і дарував скрижалі з заповідями. Тим часом народ Муси, за порадою якогось самаритянина (ас-Самірі), зробив собі ідола-тельця, якому почав поклонятися замість Аллаха, не зважаючи на вмовляння Харуна.
Повернувшись, Муса наполегливо закликав одноплемінників продовжувати йти далі до священної землі, та люди боялися велетнів, що жили там і пішли в обітовану землю лише після смерті Муси. В Корані також йдеться про введення Мусою деяких правил — дотримання суботи, вибору тварин для жертви, про те, як чинити зі знайденим мертвим тілом і т. д.
Окремо в Корані стоїть оповідь про те, як Муса зі своїм слугою прямує до місця, де «зливаються два моря», там принесені ними запаси риби оживають, а Муса зустрічає «раба Аллаха», у якого просить дозволу прямувати за ним і навчатися мудрості (18:60/59—82/81).

## Походження коранічного образу Муси
Коранічний образ Муси бере свій початок у біблійній оповіді й численних післябіблійних юдейських легендах. Характер використання матеріалу показує, що багато чого для слухачів Корану було новим. Юдейські легенди, наведені як в мекканських, так і у мединських сурах, перероблені у характерному для Корану стилі. Ранні оповіді присвячені дитинству Муси та його боротьбі з Фірауном. Вони є типовими історіями про пророків, яким не повірили, що вилилось у покарання невіруючих. У оповідях про Мусу на відміну від інших історій про пророків мало цитат з мекканських діалогів, вкладених в уста давніх персонажів, та саме в них, на початку і вкінці, багато відвертих натяків на те, що з Мухаммедом поводились так само, як з Мусою. В мединських оповідях вже переважають конфлікти Муси з власним народом. У них міститься завуальований закид юдеям, що вони зрадили свого пророка, спотворили його вчення, вилучили зі своїх книг пророцтво про прихід Мухаммеда. Ці оповіді є наслідком конфлікту Мухаммеда з юдеями Ясрибу.